# Buttree Puedpong
Buttree Puedpong, née le 16 octobre 1990 est une taekwondoïste thaïlandaise. Elle a obtenu la médaille d'argent lors des Jeux olympiques d'été de 2008 dans la catégorie des moins de 49 kg s'inclinant en finale devant Wu Jingyu. 
Puedpong remporte la médaille de bronze aux Championnats du monde 2009 à Copenhague.